# たなかかなこ
たなか かなこ（1975年11月18日 - ）は、日本の漫画家。北海道北見市出身。帯広大谷短期大学卒。かつては田中加奈子（読みは同じ）という筆名だった。

## 概要・経歴
1996年『平妖三味』でデビュー。同年『竜鬚虎図』で第51回手塚賞に入選し、集英社の『週刊少年ジャンプ』に掲載される。その後もずっと集英社の雑誌を中心に活躍していた。連載活動が少年誌から青年誌に移ったあたりで筆名が田中加奈子から平仮名表記のたなかかなこに変わった。

## 略歴
- 1995年  10月、第128回ホップ☆ステップ賞にて『平妖三味』が佳作を受賞しデビュー。
- 1996年 『竜鬚虎図』で第51回手塚賞に入選。集英社の『週刊少年ジャンプ』に初掲載。
- 1999年 『身海魚』を『週刊少年ジャンプ』にて連載。
- 2000年 『三獣士』を『週刊少年ジャンプ』にて連載。
- 2002年 『破戒王〜おれの牛若〜』を『週刊ヤングジャンプ』にて連載。
- 2006年 『秀吉でごザル!!』を『漫革』（後の『月刊ヤングジャンプ』）にて連載開始。
- 2010年 『秀吉でごザル!!』が『月刊ヤングジャンプ』の休刊に伴い連載終了。
- 2013年 『妖怪博士の明治怪奇教授録』を『グランドジャンプPREMIUM』にて連載（2012年掲載の読切を経て）。
- 2020年 『女帝げぇむ キミのおねがいはなんですか？』を講談社『マガジンポケット』で連載開始。

## 作品リスト

### 連載作品
- 身海魚 - 『週刊少年ジャンプ』（1999年1号 - 1999年12号）
- 三獣士 - 『週刊少年ジャンプ』（2000年13号 - 2000年32号）
- 破戒王〜おれの牛若〜 - 『週刊ヤングジャンプ』（2003年3号 - 2003年51号）
- 秀吉でごザル!! - 『漫革』（2006年 - 2008年）→『月刊ヤングジャンプ』（2008年 - 2010年[2]）
- 妖怪博士の明治怪奇教授録 - 『グランドジャンプPREMIUM』（14号/2013年[3] - 26号/2014年）
- 女帝げぇむ　キミのおねがいはなんですか？ - マガジンポケット（2020年3月10日 - 2021年2月9日）

### 読み切り作品
- 猴王処女童貞縁起
- 平妖三味 - 『週刊少年ジャンプ増刊』（1996年Spring Special）
- 竜鬚虎図 - 『週刊少年ジャンプ』（1996年34号）
第51回手塚賞入選作。
- 洒落市- 『赤マルジャンプ』（1997年SPRING）
- クリーチャーズ - 『週刊少年ジャンプ』（1997年43号）
- コタンコㇿカムイ- 『週刊少年ジャンプ』（1998年8号）
- 三獣士 - 『週刊少年ジャンプ』（1999年35号）
- 忍者うっとり夢喰蔵 - 『赤マルジャンプ』（2000年SUMMER）
- 剣客ひょっこり厄三郎 - 『週刊少年ジャンプ』（2000年50号）
- 漂流侍 - 『週刊ヤングジャンプ』（2001年52号）
- 女水滸伝〜がんばれ晁蓋〜 - 『週刊ヤングジャンプ』（2002年25号）
- ソロモンアイズ - 『週刊ヤングジャンプ』（2004年27号）
- 忍者シラノ- 『漫革』（42号/2004年）
- 面取り草子 - 『漫革』（44号/2005年）
- 忍者ぬるり蝸牛ノ介 - 『漫革』（49号/2005年）
- 龍の爪 - 『漫太郎』（2006年）
- Dr.キュイジーヌ（原作：北原雅紀） - 『ジャンプ改』（VOL.5/2011年）
- 妖怪博士の明治怪奇教授録 - 『グランドジャンプPREMIUM』（12号/2012年）[3]

### 漫画原作
- 怪盗ロワイヤル〜ロザルタの秘宝を追え!!〜（作画：別天荒人、原案：DeNA/ワカマツカオリ） - 『週刊ヤングジャンプ』（2011年30号[4] - 2011年39号）

## 単行本リスト
- 身海魚 -SHINKAIGYO-（1999年4月）
- 三獣士 全2巻（2000年9月、2000年12月）
- KANABALISM　田中加奈子短編集（2000年11月）
「竜鬚虎図」「洒落市」「クリーチャーズ」「コタンコㇿカムイ」「三獣士」収録
- 破戒王〜おれの牛若〜 全5巻（2003年4月 - 2004年1月）
1巻に「女水滸伝〜がんばれ晁蓋〜」、2巻に「漂流侍」、3巻に「忍者うっとり夢喰蔵」、4巻に「剣客ひょっこり厄三郎」収録
- たなかかなこ短編集 KANAKO MANDALA（2006年6月）
「ソロモンアイズ」「忍者シラノ」「忍者ぬるり蝸牛ノ介」「龍の爪」収録
- 秀吉でごザル!! 全7巻（2007年8月 - 2010年11月）
- 妖怪博士の明治怪奇教授録 全3巻（2013年8月 - 2014年3月）
- 女帝げぇむ　キミのおねがいはなんですか？ 全3巻（2020年8月 - 2021年4月、電子版のみ）